# Výrobník zmrzliny

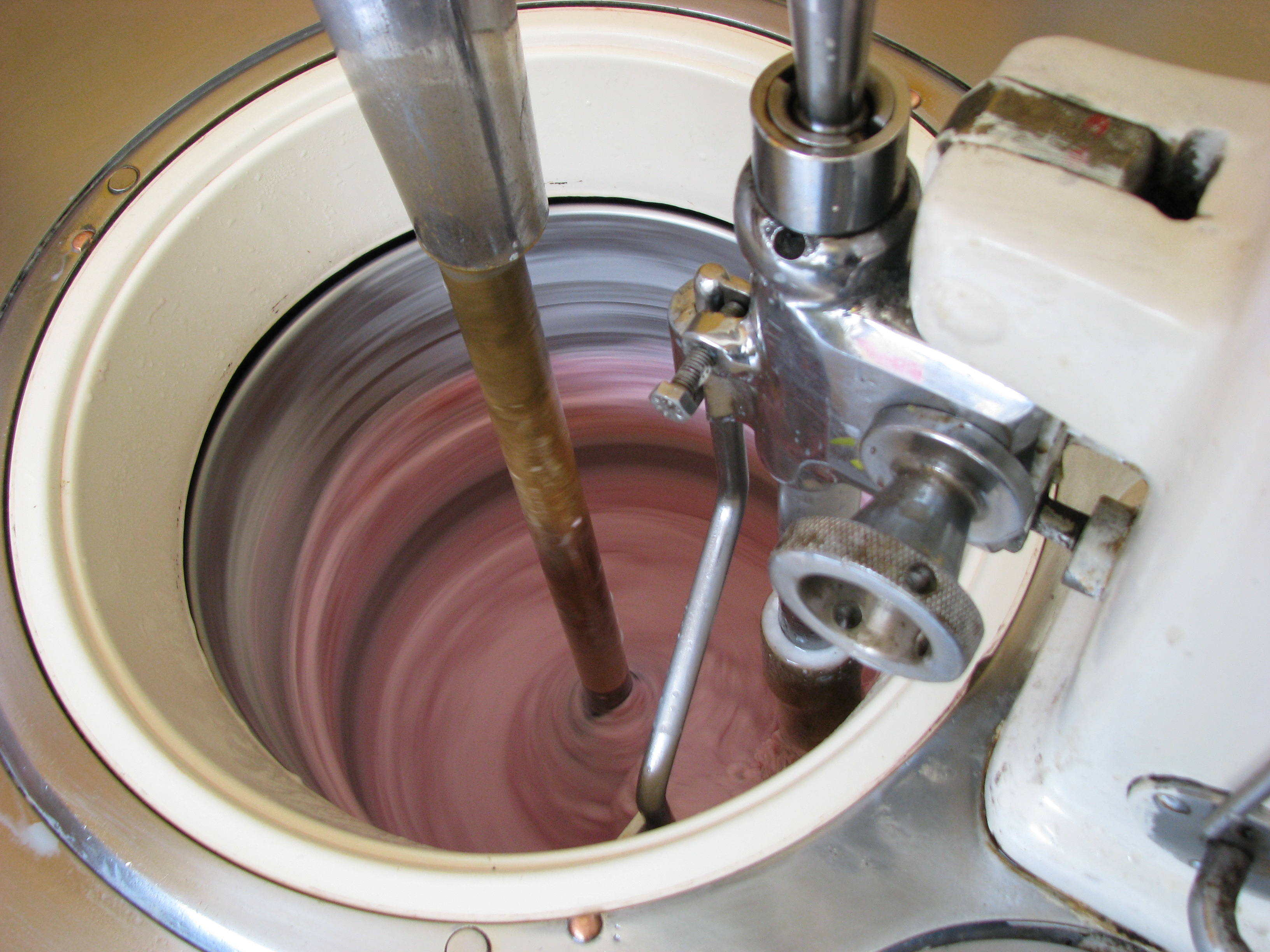
Pohled do výrobníku během výroby jahodové zmrzliny

Výrobník zmrzliny je stroj určený k přípravě zmrzliny. Může být poháněný lidskou silou (typicky kličkou na ruční otáčení) nebo elektromotorem. Zmrzlinové stroje s elektromotorem jsou využívány především ve velkých provozech (cukrárny, kavárny), menší stroje jsou používány v domácnostech a v místech, kde je spotřeba zmrzliny menší.